# Inge el Jove
Inge el Jove fou rei de Suècia (c. 1110-c. 1125) i fill del rei Halsten i probablement el seu fill més petit de Halsten. Segons tradicions poc fiables Inge hauria governat juntament amb el seu germà Filip Halstensson després de la mort del seu oncle Inge el Vell: En la literatura anglesa també s'escriu el seu nom com Ingold.
Els fills de Hallstein eren Filip i Ingi, i succeïren al Regne de Suècia després que rei Ingi el Vell. (saga Hervarar del segle xiii)
Altres fonts diuen que després que la mort de Filip (1118), Inge el Jove fou rei de Suècia en solitari, desconeixent-se l'any de la seva pròpia mort. Segons la llista de reis del Västgötalagen, Inge va ser enverinat amb una beguda malvada a Östergötland:

Niunði war Ingi konongær, broðel seu Philipusær konongs, oc heter æptir Ingæ kononge, Halstens konongs brødhær. Hanum war firigiort mæð ondom dryk i Østrægøtlanði, oc fek aff þy prohibicióæ. Æn Sweriki Per e wæl, mædhæn þer frænlingær rædhu.

El desè (rei cristià) fou el rei Inge, el germà de rei Filip, i va ser anomenat com el rei Inge (el Gran). Fou mort amb beuratge malvat a Östergötland i va ser la seva perdició. Però Suècia anà sempre bé, mentre governaven aquests parents. 
No se sap si Inge era encara vivia quan el rei noruec Sigurd I de Noruega envaí Småland el 1123, però quan Inge va morir fou el final de la Casa de Stenkil. Hi ha constància que Inge estava casat amb Ulvhild Håkansdotter que era la filla del noruec Haakon Finnsson i que més tard casaria amb el rei danès Nils Svensson i fins i tot més tard el rei suec Sverker I. La notícia sobre l'assassinat del Rei Inge amb una beguda enverinada no pot ser acreditada. Segons una altra tradició, també fou el marit de Ragnhild de Tälje.